# Asociación (psicología)
En psicología y mercadotecnia se considera que dos conceptos o estímulos están asociados cuando la experiencia de uno lleva a los efectos de otro, debido al emparejamiento o apareamiento repetido. 
Esto suele llamarse también asociación pavloviana, en honor a Iván Pávlov, pionero en los estudios acerca del condicionamiento clásico.
La asociación es un procedimiento usado como herramienta de memoria. Al asociar una nueva idea (un objeto, una imagen, un olor o cualquier cosa que una persona desee recordar) con otra, resultará más fácil recordar ambas.